# Borgweg
Borgweg is een streek en buurtschap in de provincie Groningen in Nederland. De streek behoort tot de gemeente Midden-Groningen. Tot 1 januari 2018 liep de gemeentegrens van de gemeenten Hoogezand-Sappemeer en Slochteren over de Borgweg. De huizen met oneven nummers en de straat worden gerekend tot het dorp Westerbroek en behoorden toen bij de gemeente Hoogezand-Sappemeer. De huizen met even nummers worden gerekend tot het dorp Scharmer, dat toen behoorde bij de gemeente Slochteren. 
De naam Borgweg verwijst waarschijnlijk naar de Borgsloot die hier vroeger langs liep en zich voortzette langs het oosten van Middelbert en Engelbert naar Klein Harkstede, Noorddijk en Oosterhuizen. De Borg was een combinatie van een dijk en een watergang en vormde een ontginningsas, waarlangs het omringende gebied werd verkaveld. Minder plausibele verklaringen zijn dat Borgweg vernoemd is naar de borg Klein Martijn (bekend vanaf de 17e eeuw) of de veenborg Tilburg (gebouwd in de 18e eeuw).